# Галицкий, Анатолий Александрович
Анатолий Александрович Галицкий (1912—1984) — советский военно-морской деятель, контр-адмирал (1955, 1960).

## Биография
Родился в еврейской семье рабочего. В 1929 году окончил среднюю школу. На службе в военно-морском флоте с 1931 году. В 1934 году окончил Высшее военно-морское училище имени М. В. Фрунзе. Занимал различные командные должности на кораблях Тихоокеанского флота, включая командира эсминца, потом командира дивизиона эсминцев. В 1944−1946 годах командир крейсера «Калинин».
Из наградного листа в 1945 году:

За время своей деятельности, как командир дивизиона, подготовил к самостоятельному управлению кораблем 15 командиров. Успешно и полноценно руководил боевой подготовкой и поддерживал корабли на уровне постоянной боевой готовности. В предвоенный период успешно руководил боевой подготовкой ДЭМ и крейсера. Во время войны держал крейсер в немедленной готовности к выходу в море для боевых действий.

С 1954 года — командир дивизии охраны водного района Черноморского, а с 1960 года — Балтийского флота. В 1955 году в Севастополе  взорвался и затонул линкор «Новороссийск». В числе командующего флотом и  других адмиралов за промахи в организации спасательных мероприятий понижен на одно звание, хотя к трагедии не имел прямого отношения и был это время трагедии в отпуске. С 1961 года — начальник кафедры боевых средств флота Высшего военно-морского инженерного училища.
Умер 11 января 1984 года в Ленинграде, похоронен на Богословском кладбище.

### Звания
- контр-адмирал (8 августа 1955);
- капитан 1-го ранга (1958);
- контр-адмирал (9 мая 1960).

### Награды
Награждён орденами: 2 Красного Знамени, 2 Красной Звезды, а также медалями.